# Eminence Front
«Eminence Front» es una canción del grupo británico The Who, publicada en el álbum de estudio It's Hard en 1982. El tema, compuesto por el guitarrista Pete Townshend, fue también lanzado como el segundo sencillo del álbum, tras «Athena», y alcanzó el puesto 68 en la lista estadounidense Billboard Hot 100. Es la única canción del álbum interpretada con frecuencia en directo después de la gira de promoción de It's Hard: al respecto, Roger Daltrey, especialmente crítico con el álbum, describió «Eminence Front» como la única canción de It's Hard que sentía digna de ser publicada.

## Composición
En la canción, Townshend canta sobre los delirios y sobre el uso de drogas por ricos y hedonistas. La letra describe una fiesta en la que las personas se esconden detrás de una fachada. Townshend introdujo la canción en conciertos diciendo: «Esta canción es sobre lo que sucede cuando tomas demasiado polvo blanco, se llama "Eminence Front"».
En la versión original, hay un defecto de tiempo o síncopa en la primera estrofa, donde Townshend canta «behind an eminence front» al mismo tiempo que Daltrey canta «it's an eminence front».
El sencillo fue acompañado de un videoclip filmado en Largo (Maryland) durante la gira norteamericana de 1982 y que fue emitido en MTV. El video también incluyó material de otro concierto ofrecido en el Shea Stadium el mismo año.
En un principio, «Eminence Front» fue también programado para publicarse como sencillo en el Reino Unido en 1982, con número de catálogo WHO7. Sin embargo, su publicación fue cancelada y solo se lanzó como sencillo en los Estados Unidos. La portada, diseñada por Richard Evans, incluye la fachada de un edificio art deco de Miami.